# 신분당선 (기업)
신분당선 주식회사(SHINBUNDANG RAILROAD Corporation, 新盆唐線 株式會社)는 신분당선의 건설, 관리 및 운영사업을 목적으로 2005년 5월 30일 설립되었다. 신분당선은 7개 건설업체 (두산건설, 대우건설, 대림산업, 동부건설, 코오롱건설, 태영건설, 포스코건설) 가 컨소시엄으로 구성하여 참여하였으며, 최대주주는 두산건설이다.
BTO(Build Transfer Operate) 방식으로 건설해 완공 후 소유권은 국가에 귀속되고, 신분당선주식회사는 운영개시 후 30년간 관리운영권을 갖게 된다. 신분당선 노선은 2011년 10월 28일 1단계 강남역 ~ 정자역 구간이 개통되었다.

## 주요 연혁
- 2005년 5월 30일: 회사 설립
- 2005년 7월: 신분당선 1단계 구간(강남역↔정자역)을 착공하였다.
- 2009년 10월: 신분당선 본사가 판교신도시에 입주하였다.
- 2011년 10월 28일: 신분당선 1단계 구간이 개통되었다. 주박은 한국철도공사 소속 분당선 차량기지인 분당차량사업소를 이용하였다.
- 2012년 5월: 열차 접근음이 변경되었는데, 상행선은 연결음에서 자체 개발한 멜로디 중에서 하행선은 끊긴음에서 상행선과 마찬가지로 자체 개발한 멜로디 중에서 각각 변경되었다.
- 2016년 1월 30일: 신분당선 2단계 구간(정자역↔광교역)이 개통되면서 차량기지를 분당차량사업소에서 광교차량사업소로 이전하였다.

## 운영 노선
- ● 신분당선: 신사역 ↔ 광교역
  - 영업연장: 33.05 km
  - 역수: 16개
  - 전동차
    - 편성수: 23편성
    - 차량수: 138량

  - 차량기지: 광교차량사업소[1]
  - 운행시격:
    - 출퇴근시 : 5분
    - 평상시    : 8분

  - 소요시분: 
    - 신사방향 : 41분54초
    - 광교방향 : 42분02초

  - 기타: 네오트랜스가 위탁운영한다.

## 주요 업무내용
- 신분당선 열차 운행[2]

## 보유차량
- 신분당선 D000호대 전동차[3]

## 차내 안내방송
- 출발, 환승, 종착역 음악
  - 출발역: 미상[4]
  - 환승역: 미상[4]
  - 종착역: 미상[4]
- 한국어: TTS(유진)
- 영어: TTS(크리스티나)

## 열차 접근음
- 상행선: 미상[4]
- 하행선: 미상[4]

## 같이 보기
- 신분당선
- 분당선
- 광역전철
- 네오트랜스
- 경기철도
- 새서울철도
- 천변도시고속화도로